# Asserção
Em computação, asserção (em inglês:  assertion) é um predicado que é inserido no programa para verificar uma condição que o desenvolvedor supõe que seja verdadeira em determinado ponto.
Podem ser tratadas como parte da documentação do código ao realizarem a verificação de pré-condições e pós-condições esperadas. Também são um modo utilizado pelos desenvolvedores para verificar o funcionamento do código durante o desenvolvimento ou para manutenção. Linguagens de programação como C, C++, Java e Python fornecem modos de inserir asserções no código. O uso deste recurso deve ser feito com cuidado pois o programa pode ser finalizado de modo inesperado em produção ou deixar de ser interrompido em caso de um erro grave.
Este mecanismo se difere do tratamento de exceções pois as asserções são utilizadas para depuração evidenciando erros de programação provocando a interrupção da execução quando situações ditas "impossíveis" pelos desenvolvedores são atingidas. O tratamento de exceções desvia o fluxo de execução para uma rotina de tratamento na qual o programa pode tentar se recuperar da situação de erro e prosseguir no fluxo normal mesmo em produção.